# Henryk Przepiórka

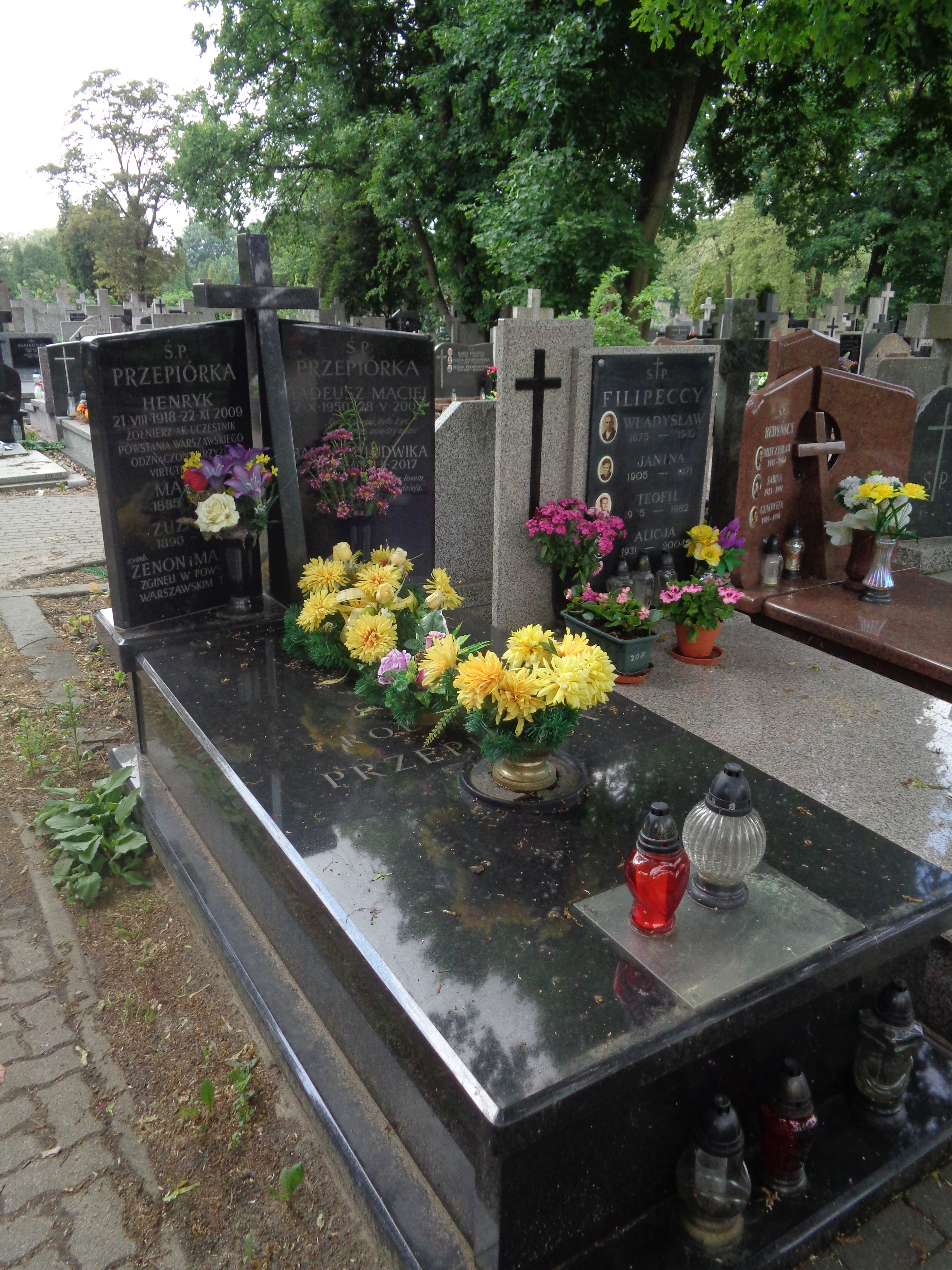
Grób Henryka Przepiórki na cmentarzu Bródnowskim

Henryk Przepiórka (ur. 21 sierpnia 1918 w Warszawie, zm. 22 listopada 2009) – polski piłkarz, napastnik, kapitan rezerwy, długoletni zawodnik Polonii Warszawa.
Walczył w powstaniu warszawskim. Został odznaczony Krzyżem Virtuti Militari, Krzyżem Walecznych, Krzyżem Partyzanckim i Warszawskim Krzyżem Powstańczym. Z Polonią triumfował w pierwszych powojennych mistrzostwach Polski (1946).
Został pochowany w grobie rodzinnym na cmentarzu Bródnowskim (kwatera 20F-IV-1).